# Epeolus lectoides
Epeolus lectoides är en biart som beskrevs av Robertson 1901. Epeolus lectoides ingår i släktet filtbin, och familjen långtungebin. Inga underarter finns listade i Catalogue of Life.